# NGC 5620
NGC 5620 је елиптична галаксија у сазвежђу Мали медвед која се налази на NGC листи објеката дубоког неба.
Деклинација објекта је + 69° 35' 43" а ректасцензија 14h 22m 40,5s. Привидна величина (магнитуда) објекта NGC 5620 износи 14,2 а фотографска магнитуда 15,2. NGC 5620 је још познат и под ознакама MCG 12-14-2, CGCG 337-10, PGC 51356.